# Lista orașelor din Uzbekistan
- Aceasta pagină este o listă a orașelor din Uzbekistan.

| - Afrasiab - Ak-Dar'ya - Akkula - Akmal-Abad - Andijon - Angren - Aqbaytal - Aqrabat - Asaka - Baxt - Bekobod - Beruniy - Buhara - Buzaubay - Chimboy - Circik - Chortoq - Dashtobod - Denov - Fergana | - Guliston - G‘uzor - G‘ijduvon - Haqqulobod - Jangeldi - Jizak - Juma(oraselor) - Kahtubek - Karakapalkiya - Kattaqo‘rg‘on - Kazahdarya - Khiva - Kogon - Kokand - Kosonsoy - Kungrad - Margilan - Mashiquduq - Minchuqur - Muinak - Namangan | - Navoiy - Nukus - Nurota - Ohangaron - Olgaing - Olmaliq - Oqtosh - Piskent - Qarshi - Qorako‘l - Qorasuv - Quva - Quvasoy - Rishdan - Samarkand - Shahrisabz - Shahrixon - Shirabad - Shirin - Sirdaryo | - Tașkent (capitala) - Taxiatosh - Termez - Tomdibuloq - To‘ytepa - Turtkul - Uchqo‘rg‘on - Uchquduq - Urganch - Urgut - Vobkent - Xonobod - Xo‘jayli - Yangiobod - Yangiyer - Yangiyo‘l - Yasliq - Zarafshon |